# Karl-Marx-Hof

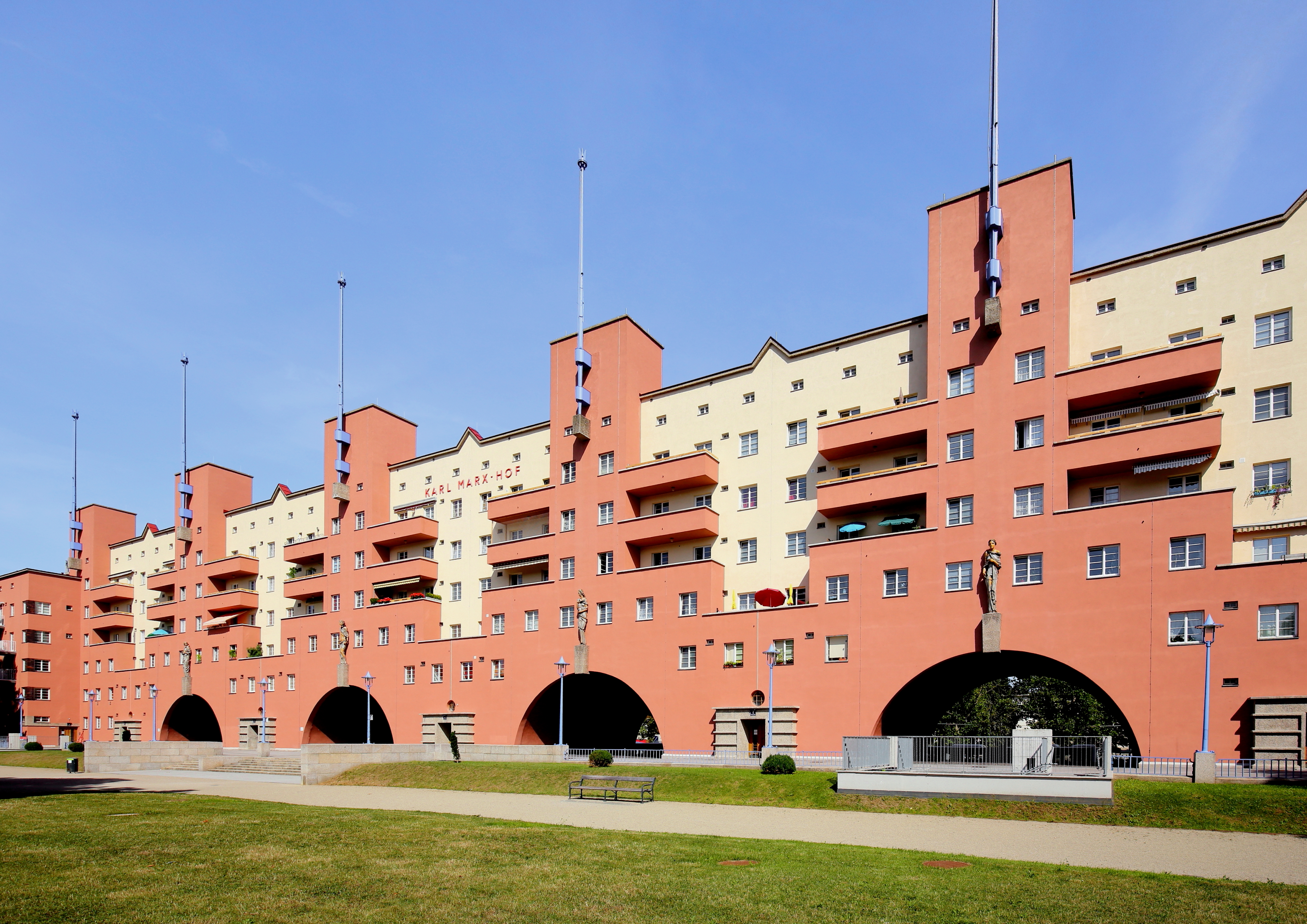
Karl-Marx-Hof

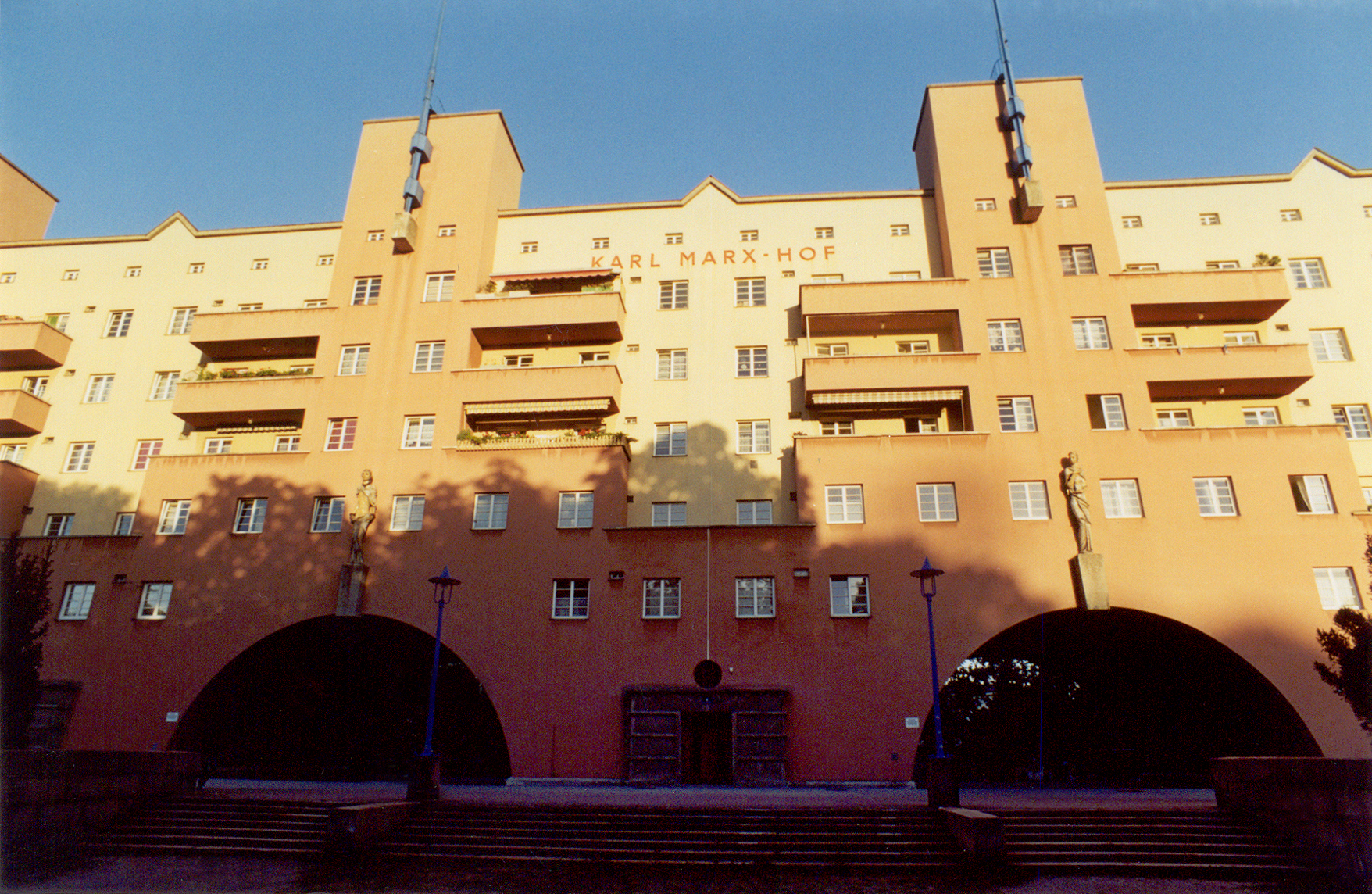
Karl Marx-Hof

Het Karl Marx-Hof is een gemeentelijk woningcomplex in Heiligenstadt in het district Döbling van Wenen. Het complex werd gerealiseerd in 1930 en is met een lengte van ongeveer 1050 meter het langste aaneengesloten woongebouw ter wereld. Het omvat wasserijen, speeltuinen, baden, winkels, een kliniek, een apotheek en een postkantoor. Er is ook een grote tuin achter het gebouw. Het staat op de monumentenlijst en is ook door de stad Wenen aangewezen als structurele beschermingszone.
Het Karl Marx-Hof was te zien in verschillende films, waaronder de Italiaanse film The Night Porter.

## Geschiedenis
Het Karl-Marx-Hof is een van de meest bekende gemeentelijke gebouwen in Wenen en is gelegen in het 19e district van Wenen, Döbling. Het gebouw wordt beschouwd als een icoon van "Rode Wenen", het tijdperk in de jaren twintig van de 20e eeuw dat de Sociaaldemocratische Partij van Oostenrijk de scepter zwaaide in Wenen en een ambitieus woningbouwprogramma voor arbeiders ontwikkelde.  Het gemeenschapsgebouw is vernoemd naar de Karl Marx. De architect Karl Ehn, een volger van de architect Otto Wagner, ontwierp het gebouw. Het complex werd in de periode 1927-1930 gebouwd. Het had toen 1.382 appartementen met elk een oppervlakte van 30 tot 60 m². Het gebouw kreeg de bijnaam Ringstraße des Proletariats ("ringstraat van het proletariaat").
In de Oostenrijkse Burgeroorlog, het eerste openlijke gewapende verzet van arbeiders tegen het fascisme, raakte het complex beschadigd. In de jaren 1950 heeft men deze schade gerepareerd. Het complex is gerenoveerd in 1989-1992.